# Artículo 365 del Código Penal de Chile
El artículo 365 del código penal chileno fue la norma jurídica con que se penalizó en Chile la práctica consentida de sodomía entre adultos. Entró en vigencia en 1875 y, por más de 120 años, estipuló para los culpables una pena de presidio menor en su grado medio; es decir, entre los 541 días y los 3 años de presidio. Junto con el artículo 373 —que hace referencia a las ofensas al «pudor o las buenas costumbres»—, el artículo 365 fue utilizado por las policías para realizar numerosas detenciones y fichajes de homosexuales a lo largo del siglo xx.
En 1999 se eliminó del artículo el carácter de delito de la práctica consentida de sodomía, con lo que se puso fin a la criminalización de la homosexualidad en Chile, aunque se mantuvo en dieciocho años la edad de consentimiento entre personas del mismo sexo. La norma finalmente fue derogada el 24 de agosto de 2022, con el objetivo de igualar la edad de consentimiento entre personas heterosexuales y homosexuales.

## Historia
La comisión redactora del Código Penal chileno comenzó a sesionar el 8 de marzo de 1870, y en las sesiones del 10 y 17 de abril de 1872 discutió el tema de la sodomía, señalando que dicho delito debía mantenerse para separarlo de otros como el incesto, el estupro, la violación y los abusos deshonestos.
El artículo, promulgado en noviembre de 1874, versaba sobre las prácticas de sodomía y las tipificaba como delito. Para los culpables se estipulaba una pena de presidio menor en su grado medio; es decir, un rango entre los 541 días y los 3 años de presidio. Durante el siglo xix, las causas criminales por sodomía aumentaron con respecto al periodo colonial y se concentraron principalmente durante el último tercio de dicha centuria. En los juicios realizados por sodomía, incluso se realizaban exámenes médicos al ano y al recto de los imputados para poder determinar la veracidad de las acusaciones de sodomía existentes en su contra.
La redacción original del artículo se mantuvo inalterada por casi un siglo. La primera y única modificación sustancial ocurrió en 1972, durante el gobierno de Salvador Allende, a través de la Ley 17727 en la que la pena se aumentó en hasta 15 años de presidio en casos donde se usara la fuerza o intimidación, la víctima se hallara privada de razón, o tuviera menos de catorce años. La modificación permitió igualar la pena, en casos donde no hubiera consentimiento, a la del delito de violación —en el Código Penal la figura de «violación» aún contemplaba solo a las mujeres como víctimas—, pero mantuvo el inciso original sin cambios, por lo que los actos con consentimiento siguieron criminalizados. Posteriormente hubo otros dos cambios —en 1979 y 1992— que no alteraron significativamente la norma.[cita requerida]
Durante el gobierno de Patricio Aylwin comenzaron los primeros intentos por modificar el espíritu de la ley, siendo presentado al Congreso Nacional el 3 de agosto de 1993 el mensaje para modificar diversos artículos del Código Penal en lo relativo a los delitos de sodomía y violación. Solo en 1999 se logró eliminar el carácter de delito de las prácticas homosexuales entre adultos; el 16 de junio de dicho año fue aprobada definitivamente la reforma al Código Penal, siendo promulgada el 2 de julio y publicada en el Diario Oficial de la República de Chile el 12 de julio del mismo mes, entrando en vigencia en dicha fecha.
Aun así, el artículo 365 seguía vigente, específicamente respecto a las relaciones sexuales que involucran a menores de dieciocho años, aun cuando la edad de consentimiento sexual en relaciones heterosexuales era de catorce años. Esto había generado una serie de acusaciones de discriminación y homofobia, siendo denunciado incluso por organismos internacionales como el Comité de los Derechos del Niño de las Naciones Unidas. En 2009 se planteó un proyecto de ley que intenta derogar por completo el artículo, y, en agosto de 2010, federaciones LGBT junto con la embajada de los Países Bajos en Chile organizaron una campaña para promover la aprobación de dicha reforma legal.

### Derogación
El 24 de marzo de 2021 fue ingresado a la Cámara de Diputadas y Diputados un proyecto de ley para modificar el Código Penal para reforzar la protección a la infancia; posteriormente, durante su discusión en la comisión de Constitución, Legislación, Justicia y Reglamento el 17 de junio fue ingresada una moción presentada por los diputados Matías Walker y Marcos Ilabaca (con el apoyo de Karol Cariola y Leonardo Soto) que planteaba derogar el artículo 365, siendo aprobada en el pleno de la Cámara el 28 de julio del mismo año. El 2 de agosto el proyecto fue aprobado en el Senado, y el 16 de agosto de 2022 fue aprobado en su último trámite en el Congreso Nacional —mediante la Cámara de Diputadas y Diputados— la derogación del artículo 365 del Código Penal, igualando la edad de consentimiento entre personas heterosexuales y homosexuales, con lo que el proyecto quedó listo para su promulgación por parte del presidente de la República, siendo publicado en el Diario Oficial el 24 de agosto.

## Contenido del artículo

### Versión original
Art. 365. El que se hiciere reo del delito de sodomía sufrirá la pena de presidio menor en su grado medio.
Código Penal de Chile, 13 de noviembre de 1874.

### Versión de 1972
Art. 365. El que se hiciere reo del delito de sodomía sufrirá la pena de presidio menor en su grado medio.

Se impondrá la pena de presidio menor en su grado máximo a presidio mayor en su grado medio al que cometiere el delito concurriendo algunas de las siguientes circunstancias:
1. Cuando se use de fuerza o intimidación sobre la víctima;
2. Cuando se halle la víctima privada de razón o de sentido por cualquier causa, y
3. Ser el ofendido menor de catorce años cumplidos, aun cuando no concurra ninguna de las circunstancias expresadas en los dos números anteriores.

Código Penal de Chile, 27 de septiembre de 1972.

### Versión de 1979
Art. 365. El que se hiciere reo del delito de sodomía sufrirá la pena de presidio menor en su grado medio.
    Se impondrá la pena de presidio menor en su grado máximo a presidio mayor en su grado medio al que cometiere el delito concurriendo algunas de las siguientes circunstancias:
1. Cuando se use de fuerza e intimidación sobre la víctima, y

2. Cuando se halle la víctima privada de razón o de sentido por cualquier causa.
3. Suprimido.

Se impondrá la pena de presidio mayor en su grado medio a máximo si el ofendido fuere menor de catorce años cumplidos, aun cuando no concurra ninguna de las circunstancias expresadas en los dos números del inciso anterior.
Código Penal de Chile, 11 de diciembre de 1979.

### Versión de 1999, derogada en 2022
Art. 365. El que accediere carnalmente a un menor de dieciocho años de su mismo sexo, sin que medien las circunstancias de los delitos de violación o estupro, será penado con reclusión menor en sus grados mínimo a medio.
Código Penal de Chile, 12 de julio de 1999.